# Howard Barker
Howard Barker (Regne Unit, 28 de juny de 1946) és un dramaturg britànic. És autor d'un extens conjunt d'obres dramàtiques des de la dècada de 1970, conegut sobretot per les seves obres Escenes d'una execució, Victòria, El castell, Les possibilitats, Els Europeus, Judith i Gertrude – The Cry, a més de ser membre fundador, dramaturg principal i escenògraf de la companyia de teatre britànica The Wrestling School.